# 14124 Каміл
14124 Каміл (14124 Kamil) — астероїд головного поясу, відкритий 28 серпня 1998 року.
Тіссеранів параметр щодо Юпітера — 3,389.